# Lekkoatletyka na Letnich Igrzyskach Olimpijskich 2016 – trójskok kobiet
trójskok kobiet – jedna z konkurencji lekkoatletycznych rozgrywanych podczas igrzysk olimpijskich w Rio de Janeiro. Zawody odbyły się 13 i 14 sierpnia 2016 roku. 
Obrończynią złotego medalu olimpijskiego z 2012 roku była Olga Rypakowa z Kazachstanu. 
W zawodach wzięło udział 37 zawodniczek z 25 krajów.

## Terminarz
Wszystkie godziny podane są w czasie brazylijskim (UTC-03:00) oraz polskim (CEST).
| Data             | Godzina rozpoczęcia | Godzina rozpoczęcia |            |
| Data             | UTC-03:00           | CEST                |            |
| ---------------- | ------------------- | ------------------- | ---------- |
| 13 sierpnia 2016 | 09:40               | 14:40               | Eliminacje |
| 14 sierpnia 2016 | 20:55               | 01:55               | Finał      |

## Rekordy
Tabela uwzględnia rekordy uzyskane przed rozpoczęciem rywalizacji.
|                   | Zawodniczka            | Wynik   | Miejsce  | Data                  |
| ----------------- | ---------------------- | ------- | -------- | --------------------- |
| Rekord świata     | Inesa Kraweć           | 15,50 m | Göteborg | 10 sierpnia 1995(dts) |
| Rekord olimpijski | Françoise Mbango Etone | 15,39 m | Pekin    | 17 sierpnia 2008(dts) |

## Wyniki

### Runda eliminacyjna
Zawodniczki rywalizowały w dwóch grupach: A i B. Norma kwalifikacyjna do finału wynosiła 14,30 m(Q). Do finału kwalifikowało się 12 zawodniczek z najlepszym wynikiem (q). 
| Pozycja | Grupa | Zawodniczka             | Reprezentacja     | #1    | #2    | #3    | Rezultat | Uwagi |
| ------- | ----- | ----------------------- | ----------------- | ----- | ----- | ----- | -------- | ----- |
| 1       | B     | Caterine Ibargüen       | Kolumbia          | 14,52 |       |       | 14,52    | Q     |
| 2       | A     | Paraskiewi Papachristu  | Grecja            | 13,83 | 14,43 |       | 14,43    | Q     |
| 3       | B     | Olga Rypakowa           | Kazachstan        | 14,10 | 14,39 |       | 14,39    | Q     |
| 4       | B     | Kristin Gierisch        | Niemcy            | 13,97 | 13.81 | 14,26 | 14,26    | q     |
| 5       | A     | Kristiina Mäkelä        | Finlandia         | 13,73 | 14,01 | 14,24 | 14,24    | q,    |
| 6       | B     | Kimberly Williams       | Jamajka           | 14,19 | 14,03 | 14,22 | 14,22    | q     |
| 7       | A     | Yulimar Rojas           | Wenezuela         | 14,21 | 13,79 | 12,89 | 14,21    | q     |
| 8       | A     | Hanna Knyazyeva-Minenko | Izrael            | x     | x     | 14,20 | 14,20    | q     |
| 9       | B     | Patrícia Mamona         | Portugalia        | 13,80 | 14,07 | 14,18 | 14,18    | q     |
| 10      | B     | Anna Jagaciak-Michalska | Polska            | 14,04 | 14,13 | x     | 14,13    | q     |
| 11      | A     | Susana Costa            | Portugalia        | 13,70 | 13,72 | 14,12 | 14,12    | q     |
| 12      | B     | Keturah Orji            | Stany Zjednoczone | x     | 14,08 | x     | 14,08    | q     |
| 13      | A     | Jenny Elbe              | Niemcy            | 14,00 | 13,85 | 14,02 | 14,02    |       |
| 14      | A     | Shanieka Thomas         | Jamajka           | 13,95 | 13,95 | 14,02 | 14,02    |       |
| 15      | B     | Christina Epps          | Stany Zjednoczone | 14,01 | x     | x     | 14,01    |       |
| 16      | A     | Elena Panțuroiu         | Rumunia           | 14,00 | x     | 13,68 | 14,00    |       |
| 17      | B     | Dana Velďáková          | Słowacja          | 13,74 | 13,98 | x     | 13,98    |       |
| 18      | B     | Olha Saładucha          | Ukraina           | 13,77 | 13,97 | 13,61 | 13,97    |       |
| 19      | A     | Jeanine Assani Issouf   | Francja           | 13,51 | x     | 13,97 | 13,97    |       |
| 20      | A     | Yosiri Urrutia          | Kolumbia          | 13,67 | 13,95 | x     | 13,95    |       |
| 21      | A     | Andrea Geubelle         | Stany Zjednoczone | 13,67 | x     | 13,93 | 13,93    |       |
| 22      | B     | Gabrieła Petrowa        | Bułgaria          | x     | 13,50 | 13,92 | 13,92    |       |
| 23      | B     | Núbia Soares            | Brazylia          | x     | 13,81 | 13,85 | 13,85    |       |
| 24      | A     | Keila Costa             | Brazylia          | x     | 13,62 | 13,78 | 13,78    |       |
| 25      | A     | Liadagmis Povea         | Kuba              | 13,60 | 13,63 | 13,55 | 13,78    |       |
| 26      | A     | Rusłana Cychoćka        | Ukraina           | 13,16 | 13,19 | 13,63 | 13,63    |       |
| 27      | B     | Ana José Tima           | Dominikana        | 13,61 | 13,59 | 13,28 | 13,61    |       |
| 28      | B     | Dariya Derkach          | Włochy            | 13,19 | 13,55 | 13,56 | 13,56    |       |
| 29      | B     | Jekatierina Ektowa      | Kazachstan        | 13,38 | 13,31 | 13,51 | 13,51    |       |
| 30      | B     | Cristina Bujin          | Rumunia           | x     | x     | 13,38 | 13,38    |       |
| 31      | B     | Iryna Waśkouska         | Białoruś          | 12,85 | 13,35 | 13,23 | 13,35    |       |
| 32      | A     | Patricia Sarrapio       | Hiszpania         | 13,35 | x     | x     | 13,35    |       |
| 33      | A     | Irina Ektowa            | Kazachstan        | x     | 13,17 | 13,33 | 13,33    |       |
| 34      | B     | Li Xiaohong             | Chiny             | 13,30 | x     | 13,25 | 13,30    | SB    |
| 35      | A     | Natalla Wiatkina        | Białoruś          | x     | 13,14 | 13,25 | 13,25    |       |
| 36      | B     | Joëlle Mbumi Nkouindjin | Kamerun           | 13,11 | 12,33 | 12,58 | 13,11    |       |
| 37      | A     | Thea LaFond             | Dominika          | 12,82 | x     | x     | 12,82    |       |

### Finał
| Pozycja | Zawodniczka             | Reprezentacja     | #1    | #2    | #3    | #4    | #5    | #6    | Rezultat | Uwagi |
| ------- | ----------------------- | ----------------- | ----- | ----- | ----- | ----- | ----- | ----- | -------- | ----- |
| 1. !    | Caterine Ibargüen       | Kolumbia          | 14,65 | 15,03 | 14,38 | 15,17 | 14,76 | 14,80 | 15,17    | SB    |
| 2. !    | Yulimar Rojas           | Wenezuela         | 14,32 | x     | 14,87 | 14,98 | 14,66 | 14,95 | 14,98    |       |
| 3. !    | Olga Rypakowa           | Kazachstan        | 14,73 | 14,49 | 14,52 | 14,20 | 14,74 | 14,58 | 14,74    | SB    |
| 4       | Keturah Orji            | Stany Zjednoczone | 14,71 | x     | x     | 14,50 | 14,40 | 14,39 | 14,71    | NR    |
| 5       | Hanna Knyazyeva-Minenko | Izrael            | 14,25 | 14,39 | 14,32 | 14,68 | x     | 14,33 | 14,68    | SB    |
| 6       | Patrícia Mamona         | Portugalia        | 14,39 | 14,14 | 14,45 | 14,42 | 14,65 | 14,59 | 14,65    | NR    |
| 7       | Kimberly Williams       | Jamajka           | 14,33 | 14,48 | x     | 14,38 | x     | 14,53 | 14,53    |       |
| 8       | Paraskiewi Papachristu  | Grecja            | 14,26 | 14,19 | x     | 14,04 | 13,99 | 13,81 | 14,26    |       |
| 9       | Susana Costa            | Portugalia        | x     | x     | 14,12 | NQ    | NQ    | NQ    | 14,12    |       |
| 10      | Anna Jagaciak-Michalska | Polska            | 14,07 | x     | 13,84 | NQ    | NQ    | NQ    | 14,07    |       |
| 11      | Kristin Gierisch        | Niemcy            | 13,65 | 13,96 | x     | NQ    | NQ    | NQ    | 13,96    |       |
| 12      | Kristiina Mäkelä        | Finlandia         | x     | 13,95 | 13,70 | NQ    | NQ    | NQ    | 13,95    |       |

Źródło: Rio 2016